# Bernadotte
|  | Per a altres significats, vegeu «Folke Bernadotte». |

Arbre genealògic dels Bernadotte

Escut de la Casa de Bernadotte.

La Casa de Bernadotte és la darrera i actual dinastia reial que governa Suècia. El primer Bernadotte que accedí al tron de Suècia, fou el mariscal Jean-Baptiste Bernadotte, adoptat pel darrer rei de la dinastia Holstein-Gottorp, Carles XIII de Suècia que no tenia descendència legítima. En morir el rei suec, Jean Baptiste Bernadotte pujà al tron el 1818 amb la seva esposa, Désirée Clary, una jove marsellesa. El seu únic fill, Òscar, seria nomenat hereu al tron i futur rei Òscar I de Suècia i de Noruega.

## Llista dels reis de Suècia de la Dinastia Bernadotte
- Carles XIV Joan, rei de 1810 a 1844
- Òscar I de Suècia, rei de 1844 a 1859
- Carles XV de Suècia, rei de 1859 a 1872
- Òscar II de Suècia, rei de 1872 a 1907
- Gustau V de Suècia, rei de 1907 a 1950
- Gustau VI Adolf de Suècia, rei de 1950 a 1973
- Carles XVI Gustau de Suècia, rei des de 1973 - Actual monarca.

## Llista dels reis de Noruega de la Dinastia Bernadotte
- Carles III Joan (1818-44) o (Carles XIV Joan)
- Òscar I de Suècia (1844-59)
- Carles IV (1859-72) o (Carles XV de Suècia)
- Òscar II de Suècia (1872-1905)

## Heràldica
Escut dels Bernadotte: partit, 1r. tercejat en banda d'atzur, argent i gules, ressaltant el gerro dels Vasa d'or; 2n. d'atzur un pont de tres arcs de mig punt movent dels flancs, defensat de dues torres merletades, sostingut d'un peu ondat faixat ondat de sis peces d'argent i atzur acompanyat al cap d'una àguila d'or que sosté amb les urpes un feix de llamps, també d'or, sobremuntada de set estels de cinc puntes d'or disposats formant la constel·lació de l'Ossa Major (derivat de l'escut de Jean Baptiste Bernadotte, futur Carles XIV Joan de Suècia, com a príncep de Pontecorvo).
El primer rei Bernadotte abans de pujar al tron va renunciar al títol de Pontecorvo el 1810. Dos anys després fou designat nou príncep de Pontecorvo a Felip, príncep de Murat.